# Urraca Grande (pera)
Urraca Grande ( en el Centro de Investigaciones Agrarias Mabegondo (CIAM) conocida como: CO20,  CO59, CO78) es el nombre de una variedad cultivar de pera europea Pyrus communis. Esta pera está cultivada en la colección de la Centro de Investigaciones Agrarias Mabegondo (CIAM) con la accesión identificativa "CO20", procedente de unos especímenes encontrados en San Pelayo de Aranga en la Provincia de La Coruña. Esta pera también está cultivada en diversos viveros entre ellos algunos dedicados a conservación de árboles frutales en peligro de desaparición. Esta pera es originaria de Galicia, donde tuvo su mejor época de cultivo comercial antes de la década de 1960, y actualmente en menor medida aún se encuentra.

## Sinonimia
- "Pera Urraca Grande",[7][8][9]
- "Pera Manteca",[10][11]
- "Aranga CO20",
- "Aranga CO59",
- "Aranga CO78".[3]

Pera relacionada con el grupo de las 'Willians'.

## Historia
'Urraca Grande' está considerada incluida en las variedades locales autóctonas muy antiguas, cuyo cultivo se centraba en comarcas muy definidas. Se caracterizaban por su buena adaptación a sus ecosistemas y podrían tener interés genético en virtud de su adaptación. Se encontraban diseminadas por todas las regiones fruteras españolas, aunque eran especialmente frecuentes en la España húmeda. Estas se podían clasificar en dos subgrupos: de mesa y de cocina (aunque algunas tenían aptitud mixta).
'Urraca Grande' es una variedad clasificada como de mesa, difundido su cultivo en el pasado por los viveros comerciales y cuyo cultivo en la actualidad se ha reducido a huertos familiares y jardines privados.

## Características
El peral de la variedad 'Urraca Grande' tiene un vigor medio, con porte erguido y de talla pequeña, muy productivo; florece en la segunda semana de abril (tardía); tubo del cáliz pequeño en forma de embudo con conducto medio o largo, estrecho o ensanchándose hacia el corazón.
La variedad de pera 'Urraca Grande' tiene un fruto de tamaño medio; forma piriforme, con cuello, ligeramente asimétrica, y con contorno más bien regular, de peso 109,00 gr. (medio), diámetro máximo 57 mm (mediano), posición del "DM" cara al cáliz, longitud "L" es de 64 mm (pequeña), la relación "L/DM" es de 1,12 mm (mediana), la "DDM" (distancia al "DM" en mm) es de 32 mm (grande), y el perfil de los laterales es recto; piel áspera y ruda, mate; con color de fondo verde amarillento, importancia del sobre color alto, color del sobre color oxidado cobrizo, distribución del sobre color en chapa, el ruginoso-"russeting" de color cobrizo anaranjado cubre la casi totalidad de la piel, presentando un punteado ruginoso-"russeting" grueso, "russeting" (pardeamiento áspero superficial que presentan algunas variedades) muy alto (76-100%);
Pedúnculo de longitud medio a largo con un engrosamiento en el extremo, de grosor grande, semi-carnoso, curvado, implantado ligeramente oblicuo, cavidad del pedúnculo ausente con un repliegue carnoso que envuelve la base del pedúnculo; anchura de la cavidad calicina media, algo profunda, forma regular, borde liso o algo rebajado; ojo medio, semiabierto. Sépalos medios, triangulares, y algo convergentes, a veces caídos.
Carne de color crema amarillenta; textura fina, semi-fundente, muy jugosa; sabor característico de la variedad, de gran dulzor y aromático, bueno; corazón pequeño, redondeado, muy próximo al ojo. Eje corto, lanceolado, estrecho y relleno. Celdillas medianas, elípticas, algo puntiagudas en la parte inferior. Semillas de tamaño medio, alargadas con cuello bastante marcado, en su mayoría abortadas. Azúcares totales (ºBrix): 13 (medios), pH: 3,96 (medio), Ácido málico (g/l): 2,8 (bajo) .
Dureza con piel (kg/cm² ): 4,5 (muy baja) Dureza sin piel (kg/cm² ): 2,9 (muy baja).
La pera 'Urraca Grande' tiene una época de maduración y recolección en 4ª semana de agosto (mediana) (en CIAM). Se usa como pera de mesa fresca, y en cocina para hacer compotas.

## Susceptibilidades
Esta variedad presenta una susceptibilidad alta al ataque de la sarna del peral.